# Syndie
Syndie é uma aplicação de computador de código-fonte aberto multiplataforma para sindicar (redifundir, republicar) dados por uma variedade de redes computadorizadas anônimas e não anônimas. Syndie é uma aplicação Java e, como tal, pode rodar em qualquer plataforma na qual Java seja compatível, embora um SWT seja necessário para as versões gráficas.

## Características
Syndie opera de forma similar a blogs, newsgroups, fóruns e outras ferramentas de conteúdo; permite que um ou mais autores enviem mensagens públicas ou privadas. Mensagens são remetidas e resgatadas de arquivos, que estão numa variedade de locais (daí a natureza distribuída da ferramenta), alguns identificáveis, outros não. A maioria dos arquivos são HTTP hospedados na rede I2P, mas há arquivos de Syndie na Freenet e na internet comum também. Cada arquivo não controla o conteúdo armazenado no mesmo; por padrão, todas as mensagens são transmitidas e resgatadas por todos os participantes. Desse modo, todo usuário (participante da discussão) tem uma cópia de cada mensagem, de forma que se um arquivo de mensagens é perdido ou sai do ar, o conteúdo pode ser movido e transmitido para outro arquivo, de forma que os usuários desse outro arquivo passarão a fazer o resgate das mensagens no mesmo. Isso quer dizer que mesmo que todos os usuários e arquivos apaguem uma mensagem, enquanto uma pessoa tiver uma cópia, e haja um arquivo on-line, a mensagem pode ser redistribuída para todos os usuários. Os usuários tem a opção de apagar mensagens localmente armazenadas após determinado período, após o armazenamento local atingir determinado tamanho, ou ainda, por listas negras de usuários.
Syndie é primariamente uma aplicação gráfica, baseada no SWT para Java, mas pode rodar também numa interface de linha de comando.
Cada identidade é chamada de forum, e usuários podem postar em diferentes foruns, inclusive seus próprios. Cada usuário pode controlar seu próprio forum; por exemplo, ele pode desejar rodar um blog sem permissão para outras pessoas iniciarem novos tópicos, mas autorizando elas a publicar comentários.
Syndie está em desenvolvimento desde 2003 e tem fortes laços com o projeto I2P, que é considerado seu pai. O desenvolvimento foi pausado em 2007, com a partida do desenvolvedor jrandom, tendo sido retomado em 2013.